# Château de Châtenay
Pour les articles homonymes, voir Châtenay.
Le château de Châtenay se trouve au nord de la ville de Cognac (Charente) sur la rive gauche de la Charente.

## Historique

### Ascension d'une maison de négoce cognaçaise dans les années 1840: Caminade
La société Caminade représente une petite maison de négoce fondée en 1818 qui enregistre une ascension spectaculaire jusqu’en 1870. Sans être de la taille des Hennessy ou Martell, son développement est important, ses expéditions gagnent le marché national et la plupart des pays européens. La bonne formation des cadres administratifs de la monarchie et de l’Empire n’y est pas étrangère. Les membres de la maison de négoce sont restés dans l’ère du temps et ont exploité la demande européenne d’alcools. Malheureusement, la faiblesse des archives familiales dans la seconde moitié du siècle nous empêche de voir le niveau des affaires sur plusieurs décennies. L’étude se borne à l’époque de l’ascension commerciale des années 1840, au moment où Augustin, Félix et Jules Caminade, le père et les deux fils font décoller l’entreprise familiale. 

### Une terre des Valois
Les terres autour du château de Châtenay ont connu un destin lié à la couronne de France, en appartenant à la dynastie des Valois. La famille d’Orléans reçut Cognac du roi de France, au cours du XVe siècle. Au siècle suivant, les Valois accèdent au trône de France. En 1492, Louise de Savoie mariée à Charles d’Orléans devient propriétaire du domaine de Châtenay qui appartenait à Jean de Lousme, seigneur de Saint-Brice. En 1494, elle donne naissance à François 1er. Avec la naissance du roi de France à Cognac et l’existence d’une cour importante, la plupart des terres cognaçaises tombent dans la sphère de la monarchie pour plusieurs siècles ; la cession des biens royaux s’effectue lentement par la suite. En 1760, en bordure du parc François 1er, la métairie royale de Châtenay (ou Châtenet) est exploitée par Jean Caminade, originaire de Castres. En 1773, son fils Olivier Caminade achète une autre partie du domaine au duc de La Vauguyon, gouverneur de Cognac. Dix ans plus tard, il cède les biens à son frère Jean-Jacques Caminade, avocat du roi et receveur des domaines du comte d'Artois en Angoumois.
Ce dernier est né à Paris en 1751 et meurt à Cognac en 1820, il appartient au cercle des notables et participe à la rédaction des cahiers de doléances de la ville. En 1795, il est président de l’administration du département de la Charente et devient sous-préfet de Cognac vers 1803. Son fils Augustin (Jacques Augustin) Caminade né en 1784 succède à son père en 1810 à la sous-préfecture. En 1802, il a épousé Marie Julie Françoise de Laville. Destitué sous la Restauration, il fonde à Cognac une maison de négoce en 1818. Au début de la Restauration, le redressement commercial français et régional est lent, il peut se permettre de mener plusieurs activités de front. Par ses anciennes fonctions, il détient des compétences supérieures à ses concurrents du cognac et possède tout un réseau reposant sur l’administration. En 1831, il est élu député contre James Hennessy sur un programme orléaniste, ancien et fidèle serviteur de Napoléon. En revanche, il est battu par son adversaire en 1834. Néanmoins, il reçoit du roi la légion d’honneur. Les élections de 1837 ne lui sont pas favorables et il abandonne la vie politique.
Augustin avait trois enfants, une fille et deux garçons. Adélaïde née en 1818 est mariée à un sous-préfet : Charles de Gigord. Félix est né le 10 décembre 1808, a trois filles dont deux décèdent rapidement et la dernière Louise a épousé le vicomte Georges de Mallet de Roquefort. Jules, né le 8 octobre 1810 est marié à Pauline-Maly Forest de Lacoinche, une famille de riche propriétaire du Cognaçais. Son épouse souffre d’intenses migraines et pratique des cures à Vichy. 
Leur fils unique Jacques-Louis-Ernest né en 1839 se marie en 1875, avec Louise-Zoé de Montaignac de Chauvance, fille du vicomte de Montaignac de Chauvance, conseiller général de l’Allier et de Marie-Laure Amable de la Ronde. Les jeunes se sont connus à Vichy. Cette famille de notables auvergnats implantée en Bourbonnais exploite des gisements de charbon à Commentry et Saint-Éloi, développe des forges, des ateliers métallurgiques et une cité ouvrière au nord de Montluçon. Elle exploite aussi l’énergie hydraulique du Cher aux Trillers sur la commune de Vaux où sont implantés des moulins à grains. Les familles sont peu nombreuses et souvent de santé fragile. Les directions successives vont disparaître en quelques années. Félix meurt le 28 juillet 1876 et Jules le 21 février 1880. Louis-Ernest décède le 2 août 1885 au château des Trillers qui appartenait à son épouse. 
Il disparaît à l’âge de 46 ans en pleine crise du phylloxéra, laissant deux filles très jeunes, Julie-Edith 7 ans, Claire-Henriette 3 ans et une veuve de 33 ans pas assez expérimentée. En 1906, le comte du Parc épouse Édith Caminade de Châtenay et devient propriétaire du domaine et ne semble pas intéressé par le négoce. Louise-Zoé de Montaignac meurt au château de Châtenay à 82 ans, en 1935.

### Le cadre du domaine de Châtenay
La propriété couvre une dizaine d’hectares, elle est située sur la rive gauche de la Charente entre 10 et 33 mètres d’altitude, à cheval sur la vallée et le front émoussé de la cuesta de calcaire dur, près de 80 mètres d’épaisseur de Turonien et de Coniacien. Vers le sommet se développe une belle végétation de chênes verts héritée du dernier âge interglaciaire. Cette localisation et la politique économique des maisons de négoce de Cognac ont permis le classement des vignes parmi les terroirs de Champagne. Dès le XIXe siècle, cette reconnaissance est acquise et la propriété appartient à la plus forte concentration de surfaces plantées de la commune de Cognac. 
Grâce au commerce des eaux-de-vie, Ernest entreprend à Châtenay à la fin des années 1870 avec certainement le feu vert de son père, la transformation totale du patrimoine bâti, il prolonge le bâtiment principal parallèle au fleuve et ajoute de petites tours d’angle. Pour rompre l’uniformité des longues façades, deux avancées avec balcons et tympans mettent en valeur l’usage de la pierre locale : les calcaires qui constituent l’assise de la propriété viticole. Au-dessus des entrées principales, des médaillons portent de belles lettres sculptées dans la pierre de taille, « C » pour Caminade et « M » pour Montaignac. Des fleurs de lys sur la façade et dans les vitraux veulent démontrer que l’on se trouve sur d’anciennes terres royales. Les vitraux et leurs personnages symbolisent l’identité des maîtres d’œuvre : Ernest Caminade de Châtenay, Louise-Zoé et leurs deux filles. La restauration de la belle demeure est achevée vers 1885, l’année du décès d’Ernest et de l’enregistrement de la construction à la mairie de Cognac.
Le vignoble Caminade n’est pas assez étendu, l’héritage de terres sur les communes de Saint-Laurent et Chérac n’est pas suffisant pour entreprendre le négoce. Pour alimenter les expéditions, la maison de commerce doit s’approvisionner aussi chez des bouilleurs de cru charentais. En dehors de la voie d’eau, les communications ne sont pas très bonnes, il faut profiter de la belle saison pour collecter et acheminer les eaux-de-vie au siège commercial par voie terrestre.

### Le décollage des affaires des années 1840 dans un contexte de rivalités commerciales
Félix et Augustin lors des dégustations avec leurs agents et clients n’hésitent pas à utiliser les termes de Champagne, Borderies, Fins Bois, Bons Bois et Bois très éloignés pour justifier leurs prix de vente. Félix à Londres le 25 novembre 1843 est déçu des faibles résultats commerciaux : « Il faut acheter des eaux-de-vie moins chères que les autres pour faire meilleur et obtenir des marchés face à Hine, Hennessy, Salignac.. » Armand Besse, un jeune débutant dans la carrière de courtier et de modeste ambition, apprécie de pouvoir organiser la collecte d’eaux-de-vie dans le secteur de Royan pour un négociant de Cognac. Il connaît bien les propriétaires locaux qui peuvent livrer leurs meilleures fabrications. 
Grâce à des achats diversifiés et sur les conseils de Félix, Augustin et Jules, des échantillons sont constitués par le maître de chai, tenant compte du degré, de l’âge, des crus et de la coloration des produits. Les observations de Félix et d’Augustin lors de leurs déplacements apportent des informations essentielles transmises régulièrement à Jules resté le plus souvent à Cognac. Les échantillons permettent de réaliser des dégustations originales auprès de la clientèle, afin d’orienter et de remporter des commandes. 
Félix Caminade en démarchant en Normandie, à Paris, à Bordeaux, à Jersey, Liverpool, Glasgow et Londres connaît bien les exigences de la clientèle. Sa connaissance des assemblages justifie ses conseils donnés à son frère pour passer aussi en prix. L’importateur londonien H. Healy désire des fabrications limpides, claires, logées sous chêne roux, sans apport de tanin de chêne supplémentaire ; sa préférence se dirige d’abord vers des eaux-de-vie de type Champagne. La provenance devient un argument de vente. En fonction du prix, l’importateur mentionne de plus en plus ses souhaits : Champagne, Fins Bois, Bons Bois.
Depuis Douglas, le 26 octobre 1844, devant les livraisons de Planat et Martell de basses qualités et celles de Célerier ne sont pas meilleures, reposant sur des 3/6 purs et de mauvais goût, Félix affirme : « Les eaux-de-vie de Besse pures seraient de vrais nectars, de la vieille fine Champagne. Les Martell doivent proposer des produits de Rouillac ou de Saint-Jean-d’Angely. On trouve cela parfait ;,finalement, il n’y a pas une goutte de cognac. » Sa réaction démontre les caractères des produits de certains terroirs et la prétention d’un Cognaçais dans la justification de la provenance des assemblages.
Les négociants charentais souvent de souches britanniques sont redoutables en Angleterre, Scandinavie, Allemagne et sur le marché parisien. Par les volumes proposés dans de gros fûts, ils cassent les prix. Dans un contexte difficile à Paris, le 7 août 1845, Augustin est réaliste « Tous nos efforts sont paralysés par Hennessy, à 76 F/hl en gros fûts et moi je ne peux proposer que 80 F ; ces bas prix nous font grand tort à l’Entrepôt, Roullet a du s’aligner.» Une semaine plus tard, Hennessy est de retour au cours de 78 F/hl mais les marchands parisiens ont été déstabilisés et restent dans une position d’attente. Hine n’entre pas dans cette stratégie et maintient ses prix à 82-84 F/hl. Une certaine satisfaction existe ; à l’Entrepôt général de Paris : « on aime assez notre marque mais on préfère Hine, cette maison fait trois plus de volumes que nous. »

### Une forte concurrence sur les marchés
Toute la famille Caminade participe à la prospection des marchés français et européens. Les expéditions se font à partir de Cognac vers les ports de Tonnay-Charente, de Rochefort et de Bordeaux. La voie routière est utilisée par Angoulême vers Limoges, Lyon et Paris. Augustin réalise un périple de plusieurs mois de janvier à mars 1844 qui le conduit de Paris, à Rouen, au Havre, Caen, Saint-Lô et Granville. Cet itinéraire est assez régulier et renouvelé le plus possible.
Sur Lyon, le marchand en gros Verdellet alimente les cafetiers, des limonadiers et les nombreux liquoristes de la place : Phaner, Simonet…. Son principal client, Noilly, maison fondée en 1813 spécialisée dans le vermouth dry, possède des installations à Lyon et Marseille. Malgré des différends sur les prix, il reste fidèle à Verdellet, la qualité justifie les sacrifices financiers.
A Paris, pour Augustin, les prix sont beaucoup trop bas car payables le 15 mai et le 15 juillet de l’année. Le 12 mai 1844, Jobit, Alusse, Hine et Bonnive proposent des eaux-de-vie rassises à 95 Fet les nouvelles à 90 F. Par rapport à la concurrence, à chaque commande, les volumes ne sont pas élevés mais les expéditions sont régulières. Hennessy livre une centaine de fûts et Caminade une dizaine. La qualité est reconnue et les commandes sont assurées.
A Guernesey, le 1er novembre 1844, Félix subit un voyageur de la maison Pinet-Castillon qui enlève 20 barriques de première qualité de 1843 à 170 F/hl départ de Bordeaux, l’agent anglais lui propose 20 barriques au même prix. Pour être plus compétitif, il lui conseille de passer par Charente pour obtenir un coût de transport plus bas de 5 F/hl.
A Londres, la concurrence de Martell, Hennessy et Salignac est redoutable dont les prix sont souvent inférieurs. Il faut toujours passer par la qualité pour obtenir des marchés de « niches » ! Cette argumentation tient difficilement à la fin 1844, les 3/6 bonifiés avec de l’armagnac font une belle percée.
Depuis Londres, le 25 novembre 1844, Félix n’est pas tendre vis-à-vis de son père et de son frère. Les agents londoniens trouvent les cognacs Caminade beaucoup trop chers. Pour se faire pardonner, il annonce pour Douglas une dizaine de pipes, 20 tierçons et 16 barriques pour Yates, un des 20 agents de Londres… aux prix habituels. La clientèle de Caminade apprécie de plus en plus les eaux-de-vie rassises de 2 ans, 6 ans « pale et souvent brown », des livraisons que la concurrence a peine à fournir mais il n’est pas évident de proposer des tarifs compétitifs.
La difficulté d’accès en prix aux eaux-de-vie de Grande Champagne pousse le négociant à prospecter jusqu’à Barbezieux et Royan pour obtenir des fabrications proches du premier cru mais à une cote très inférieure. Au fil du courrier, la différenciation des crus apparaît déjà bien en place malgré des expressions typiques de jugement. Des expéditions s’opèrent régulièrement vers Hambourg, Copenhague et Stockholm. Des agents scandinaves proposent leurs services en raison de la bonne réputation de l’entreprise charentaise et le réseau bancaire lui est favorable.

## Le domaine de Châtenay aujourd'hui
Le domaine de Châtenay est racheté en 2006 par un oligarque arménien, Hrayr Hakobyan à M. Grégoire. Après quatre ans de rénovation, le domaine est transformé en un complexe hôtelier ; celui-ci sera liquidé en 2015, cinq ans à peine après son ouverture.

## Architecture
Logis avec quatre tours et des ailes, tous couverts d'ardoise.